# ヒールスバーグ
ヒールスバーグ（英語: Healdsburg）は、アメリカ合衆国カリフォルニア州のソノマ郡にある都市。サンフランシスコ・ベイエリアの北部に位置している。

## 概要
ソノマカウンティは世界的にも有名なワイン産地であるが、その中心と言われるのがこのヒールズバーグで、イタリアのトスカナと比べられることもある。

## 交通
サンフランシスコから国道101号線を約120キロメートル北に進んだ所にある。

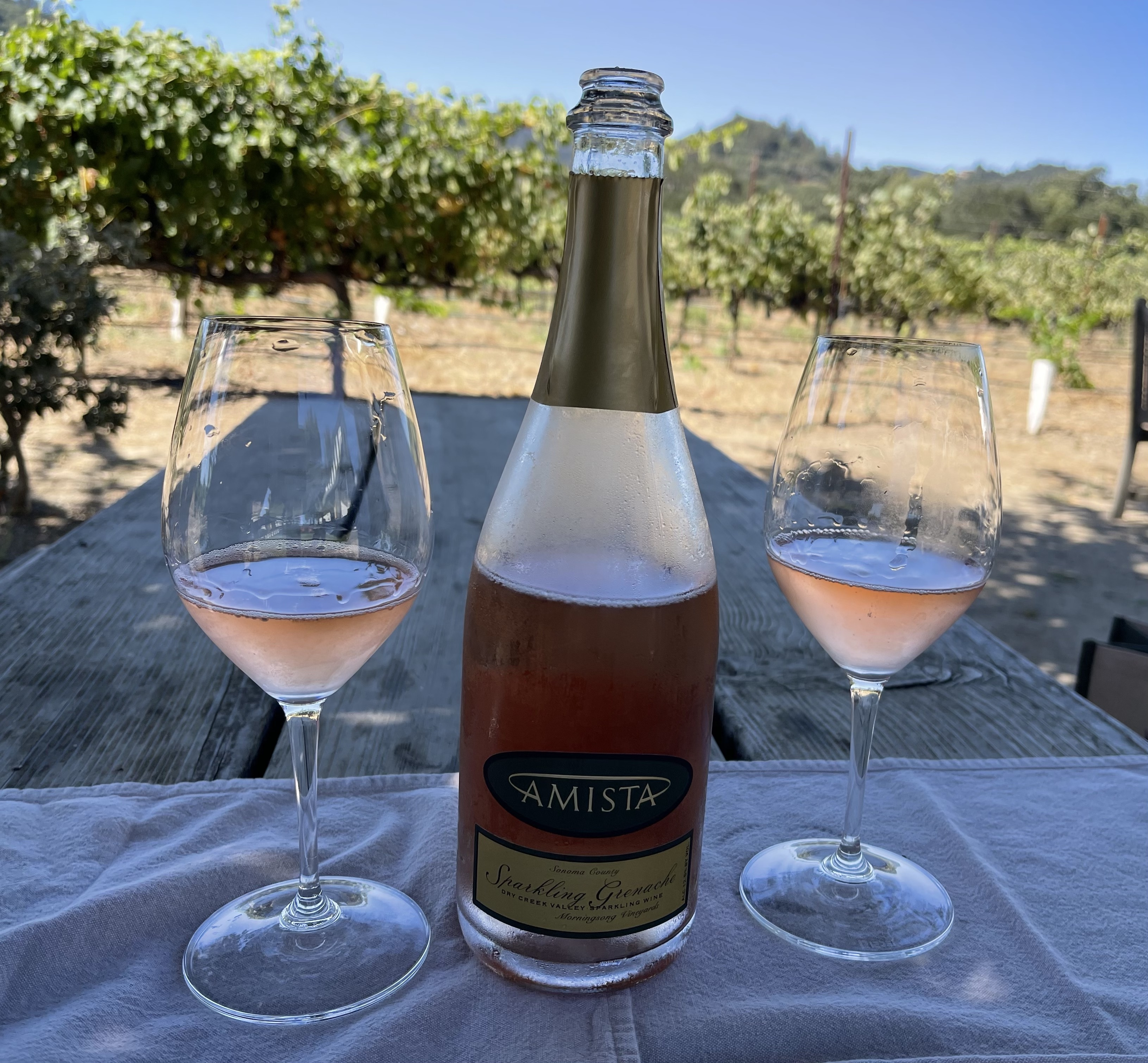
アミスタ・ワイナリー